# Matra

Mécanique Avión Traction o Matra es una empresa francesa que cubre una amplia gama de actividades, principalmente relacionadas con la aeronáutica y el armamento, que hoy en día (a fecha agosto de 2005) opera bajo el nombre de Grupo Lagardère.
Matra era propiedad de la familia Floirat. El nombre Matra se hizo famoso en los años 60, cuando comenzaron su producción de automóviles adquiriendo la empresa Automobiles René Bonnet. Matra Automobiles fabricaba coches deportivos y de carreras, alcanzando grandes éxitos deportivos.
Por medio de sucesivas fusiones, el presidente ejecutivo de Matra, Jean-Luc Lagardère, construyó alrededor de la empresa un grupo diversificado con presencia en medios de comunicación, alta tecnología, aeronáutica y anteriormente incluso en automóviles, y fabricación y distribución de soportes de audio, actividades ya abandonadas. Un gran paso fue la adquisición de Hachette y la fusión con WEA-Filippachi en 1981. En 1992, Matra y las dos empresas citadas se fusionaron para dar origen a Matra Hachette Filippachi. En la actualidad (agosto de 2005) el grupo se denomina Grupo Lagardère (fr. Groupe Lagardère) y Matra permanece como una de sus marcas.

## Matra Hautes Technologies (Matra de Altas Tecnologías)
Matra Hautes Technologies (MHT) era la rama de tecnología militar de Matra. La compañía se dedicaba a la tecnología aeroespacial, defensa y telecomunicaciones. En febrero de 1999 MHT se fusionó con Aérospatiale; la compañía resultante se llamó Aérospatiale-Matra. El 10 de julio de 2000 Aérospatiale-Matra se incorporó al consorcio europeo EADS.

### Estructura empresarial (previa a la fusión con Aérospatiale)
- Matra Défense
- Matra Systèmes & Information
- Matra BAE Dynamics (50% en propiedad de British Aerospace) 
Creada en 1996, Matra BAe Dynamics aglutinaba el negocio de misiles de BAe (BAE Dynamics) y la mitad del de Matra Défense. La otra mitad continuó como Aérospatiale Matra Missiles.
- Matra Marconi Space (49% en propiedad de General Electric) 
Matra Espace era la división de tecnologías del espacio (cohetes, satélites, transbordadores e instrumentación auxiliar) de Matra, que en 1989 se unió con la división del mismo negocio de General Electric (Marconi Space Systems) para originar Matra Marconi Space. En 2000, una nueva fusión con DASA, DaimlerChrysler Aerospace AG, del grupo DaimlerChrysler, originó Astriun.
- Matra Nortel Communications (50% en propiedad de Nortel)

## Coches de Matra
El nombre Matra se empleó por primera vez en coches en el modelo Matra Djet, con motor Renault, una puesta al día del Bonnet Jet.
El Djet fue reemplazado por el Matra 530, con un motor Ford V4 como el del Ford Taunus y Saab 96 de la época.
Matra desarrolló una estrecha asociación con Simca en la década de 1970, fabricando coches deportivos con motores Simca, como el Bagheera, el Murena y el Rancho, un pick-up basado en el chasis y carrocería del Simca 1100. El Rancho siguió en producción hasta los años 80, incluso después de la compra de Simca por Peugeot.
En 1984 Matra diseñó la primera versión del Renault Espace, un gran éxito; todas las unidades de este vehículo fueron montadas en la fábrica de Romarantin de Matra hasta 2002.
Tras el fracaso del Renault Avantime, también construido por Matra, la dirección del grupo hizo públicas el 27 de febrero de 2003 sus intenciones de cerrar su fábrica de coches de Romorantin-Lanthenay. Sin embargo, en septiembre del mismo año Pininfarina SpA adquirió la rama Matra Automobile, dedicada a la ingeniería, prueba y creación de prototipos de vehículos. La empresa tomó el nombre de Matra Automobile Engineering.

### Coches fabricados por Matra
- Matra Djet
- Matra 530
- Matra Bagheera
- Matra Murena
- Matra Rancho
- Renault Espace
- Renault Avantime

## Otras actividades
- Matra fabricó también unos misiles llamados:

- R550 Magic
- R555 Magic 2
- R530
- Super 530

- Matra fabricó un ordenador doméstico, el Matra Alice.
- Matra intentó producir un sistema rápido de transporte personal, denominado Aramis, aunque sin éxito.